# Scirula impressa
Scirula impressa är en spindeldjursart som beskrevs av Berlese 1887. Scirula impressa ingår i släktet Scirula, och familjen Cunaxidae. Inga underarter finns listade.